# Trommel (Zeitschrift)

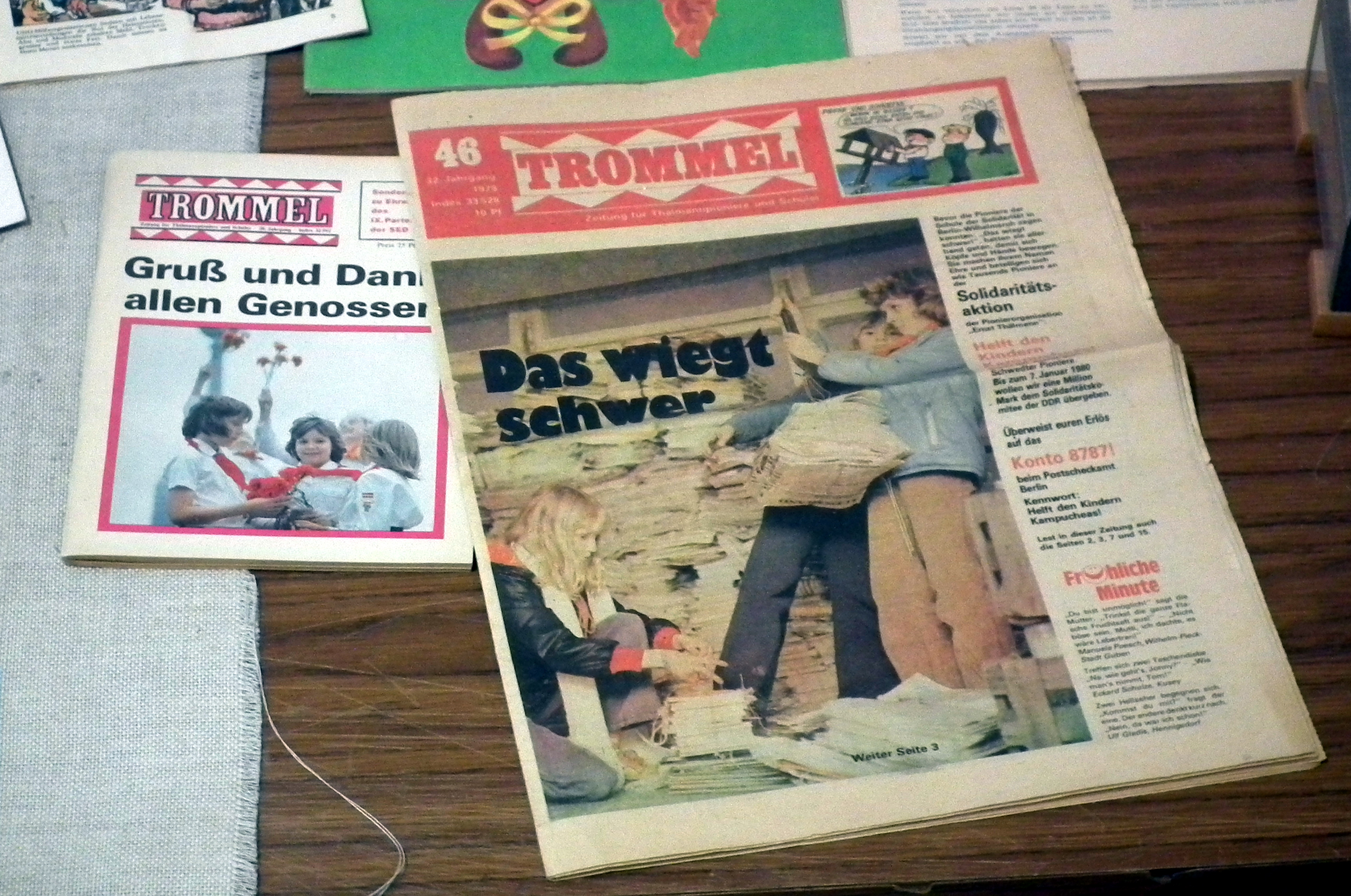
Zeitschrift Trommel

Trommel ist der Name einer Wochenzeitung, die in der DDR von 1958 bis 1991 im Verlag Junge Welt erschien. Die Auflage betrug zeitweise 1,2 Millionen Exemplare. Sie war Zentralorgan des Zentralrates der FDJ für die Thälmann-Pioniere und andere Schüler der 4. bis 7. Klasse und bildete so die Fortsetzung der ABC-Zeitung für die Jungpioniere.
Sie wurde donnerstags direkt über die Schulen zum Preis von zehn Pfennig verkauft, war aber auch im Abonnement oder am Zeitschriftenkiosk erhältlich. Unter den Pionieren wurden Trommel-Reporter benannt, die aus der Pionierarbeit berichteten und damit die Basisarbeit in die Berichterstattung einfließen ließen. Die Zeitung wurde ähnlich wie die FRÖSI von Schulen als Lesematerial empfohlen.
Die Zeitung war defizitär und wurde vom Verlag Junge Welt über das Comic "Mosaik" querfinanziert.

## Aufbau
Die Zeitung umfasste 16 Seiten mit Inhalten zu Politik und Schulleben, aber auch Sport, Musik, Literatur (Leseproben), Rätsel, Comic, Witze („Piefke und Schniefke“, „Fröhliche Minute“) und Leserbriefe.
Zu besonderen Anlässen, z. B. Pioniertreffen, wurden Sonderausgaben herausgebracht.

## Einstellung
1991 wurde die Trommel mit Heft 4 eingestellt. Für wenige Monate erschien eine Nachfolgezeitschrift mit dem Namen siehste! nach dem Vorbild westlicher Jugendzeitschriften wie Bravo. Noch im gleichen Jahr erfolgte wegen mangelnder Nachfrage die Einstellung. Bestehende Abonnements wurden zunächst auf die Zeitschrift Bravo umgestellt, die Belieferung aber aufgrund entsprechender Widersprüche und fehlender vertraglicher Grundlagen sehr schnell eingestellt.